# Камышная (приток Калитвы)
Камышная — река в России, протекает по Чертковскому и Миллеровскому районам Ростовской области. Длина реки составляет 48 км, площадь водосборного бассейна 463 км².
Начинается в селе Сохрановка, течёт в южном направлении по открытой местности. У села Кутейниково поворачивает на юго-восток. Протекает через Марьево-Камышенский, Семено-Камышенскую, Веселовский. Устье реки находится в 212 км по левому берегу реки Калитва напротив села Грай-Воронец.

## Данные водного реестра
По данным государственного водного реестра России относится к Донскому бассейновому округу, водохозяйственный участок реки — Калитва, речной подбассейн реки — Северский Донец (российская часть бассейна). Речной бассейн реки — Дон (российская часть бассейна).
Код объекта в государственном водном реестре — 05010400612107000014132.